# Elisabeth Heijnsdijk
Elisabeth Martha Heijnsdijk (Axel, 24 juni 1867 – Voorburg, 7 maart 1945) was een Nederlandse schrijver van vegetarische kookboeken. 

## Biografie
Heijnsdijk werd geboren in Axel als dochter van Janna Baak en Jan Heijnsdijk. In 1887 trouwde ze op 20-jarige leeftijd met Pieter van der Molen, die in 1896 op 35-jarige leeftijd overleed. In 1901 hertrouwde zij met Michiel Valk. In 1924 vormde ze samen met haar echtgenoot de directie van het naamloze vennootschap van Vegetarisch restaurant Pomona in Den Haag.

## Vegetarische kookboeken
Elisabeth Valk-Heijnsdijk speelde een belangrijke rol in de vroege geschiedenis van het vegetarisme in Nederland. Zij schreef enkele van de eerste Nederlandse vegetarische kookboeken, waaronder het Kookboek van den Nederlandschen Vegetariërsbond (1896), dat werd uitgegeven twee jaar na het jaar van oprichting van de Nederlandsche Vegetariërsbond in 1894. Valk-Heijnsdijk had ervaring opgedaan bij vegetarische restaurants in Den Haag en Leipzig. Daarnaast publiceerde zij ook het Stuivers kookboek (1898) en het Drie-stuivers kookboek (1919).
Deze werken weerspiegelen de overtuiging van hun tijd, waarin vegetariërs voornamelijk vlees en vis lieten staan om gezondheidsredenen. In de inleiding tot De vegetarische keuken (1908) benadrukte zij de noodzaak van een terugkeer naar de natuur en beschouwde zij vegetarisme als een middel om dichter bij een natuurlijke levenswijze te komen. 

## Eerbetoon
In Den Haag is in 2024 de Valk-Heijnsdijkbrug naar haar vernoemd.
- International Standard Name Identifier: 0000 0003 9457 0663
- Nederlandse Thesaurus van Auteursnamen: 153833882
- Virtual International Authority File: 289086320